# ژارکووو
ژارکووو (به لهستانی:  Żarkowo) یک روستا در لهستان است که در گمینا دنبنگتسا کاشوبسکا واقع شده‌است. ژارکووو ۵۰ نفر جمعیت دارد.